# Garden of the Gods

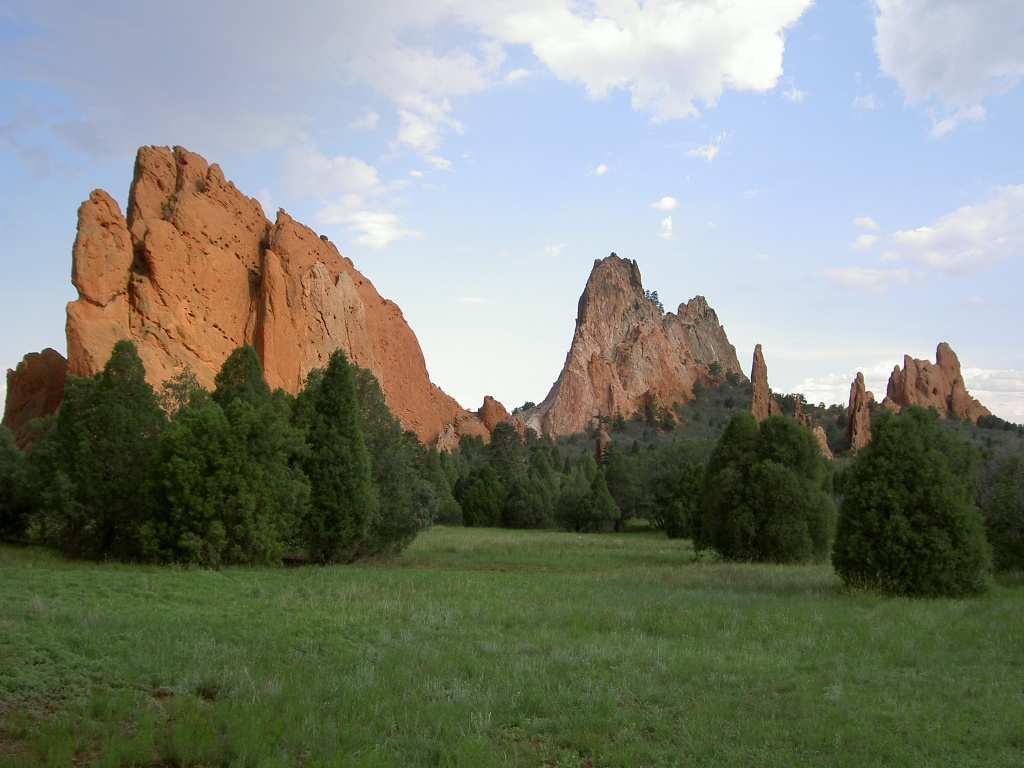
Översikt över delar av parken

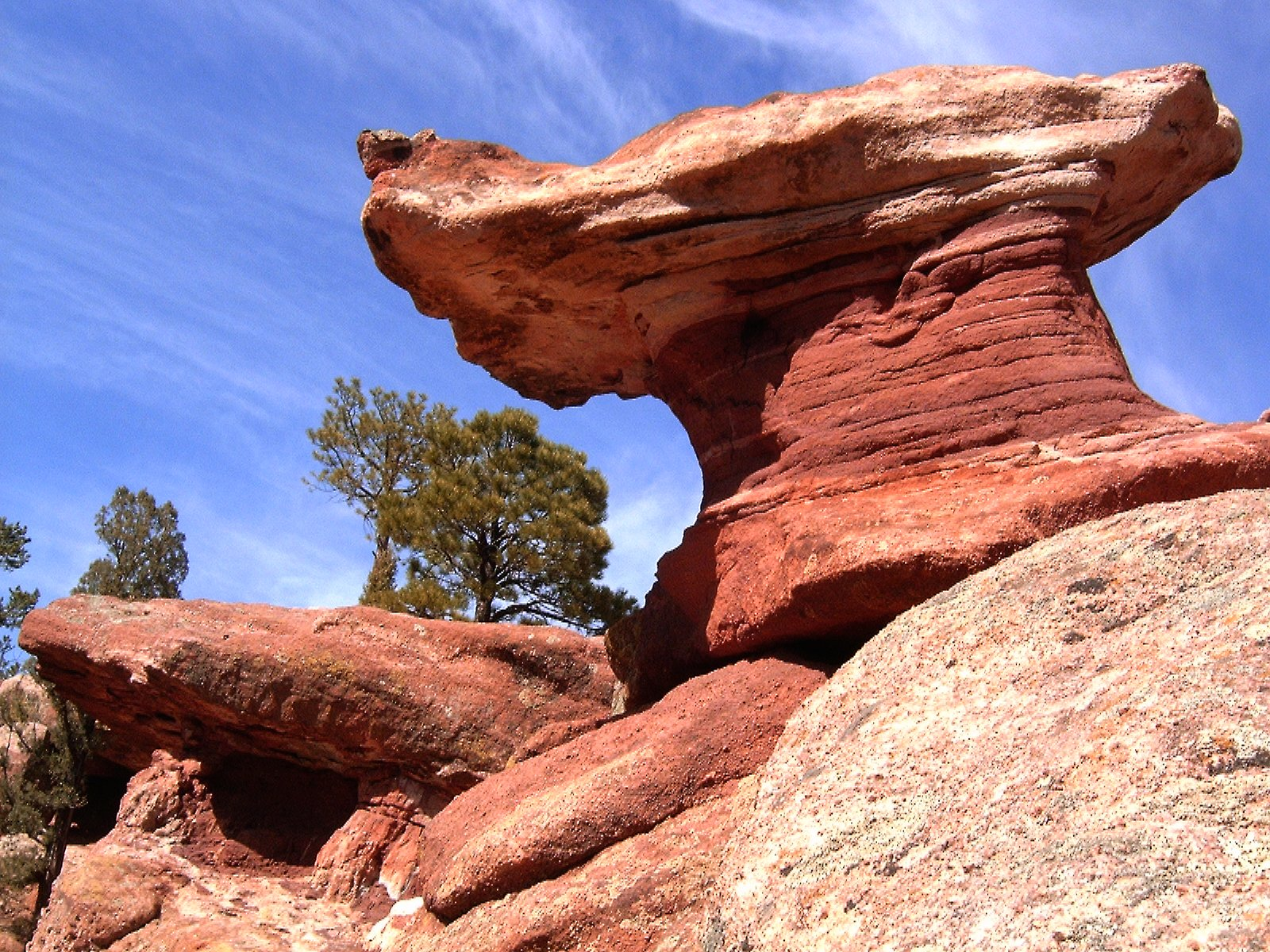
En sandstensformation

Garden of the Gods är en park just utanför Colorado Springs i den amerikanska delstaten Colorado. Här återfinns stora klippformationer i röd sandsten. Namnet Colorado (ursprungligen spanska och betyder färgad, jämför en: colored) sägs härstamma från färgen på just dessa klippformationer.
Klippformationerna varierar i höjd upp till närmare 100 meter och den högsta klippan, kallad de kyssande kamelerna är 97 meter hög. Parken har gratis inträde, allt enligt en önskan från den tidigare markägaren Charles Elliott Perkins. Hans barn donerade parken, i enlighet sin fars önskan, till Colorado Springs 1909. Inne i parken finns ett flertal asfalterade gångvägar med avsikten att leda besökare genom dessa och minska slitaget på klipporna som varit kraftigt på grund av de många besökarna varje år.
Bergsklättring är tillåten och klipporna är ett mycket attraktivt mål för klättrare från hela världen. Dock kan klättring vara förrädisk, speciellt efter regnperioder, och flera dödsolyckor har skett genom åren.